# Eteone limicola
Eteone limicola är en ringmaskart som beskrevs av Addison Emery Verrill 1873. Eteone limicola ingår i släktet Eteone och familjen Phyllodocidae. Inga underarter finns listade i Catalogue of Life.